# Colpocaccus lanaiensis
Colpocaccus lanaiensis är en skalbaggsart som beskrevs av Sharp 1903. Colpocaccus lanaiensis ingår i släktet Colpocaccus och familjen jordlöpare. Inga underarter finns listade i Catalogue of Life.